# Polyosma oligodonta
Polyosma oligodonta är en tvåhjärtbladig växtart som beskrevs av Merrill. Polyosma oligodonta ingår i släktet Polyosma och familjen Escalloniaceae. Inga underarter finns listade i Catalogue of Life.